# Городское поселение посёлок Хандыга
Городско́е поселе́ние посёлок Хандыга — муниципальное образование в Томпонском районе Якутии Российской Федерации.
Административный центр — пгт Хандыга.

## История
Статус и границы городского поселения установлены Законом Республики Саха (Якутия) от 30 ноября 2004 года N 173-З N 353-III «Об установлении границ и о наделении статусом городского и сельского поселений муниципальных образований Республики Саха (Якутия)».

## Население
| 2011  | 2012  | 2013  | 2014  | 2015  | 2016  | 2017  |
| ----- | ----- | ----- | ----- | ----- | ----- | ----- |
| 6612  | ↘6562 | ↘6523 | ↘6436 | ↘6432 | ↘6291 | ↘6166 |
| 2018  | 2019  | 2020  | 2021  | 2023  |       |       |
| ↘6095 | ↘5963 | ↗6014 | ↘5281 | ↘5179 |       |       |

## Состав городского поселения
| № | Населённый пункт | Тип населённого пункта      | Население |
| - | ---------------- | --------------------------- | --------- |
| 1 | Хандыга          | пгт, административный центр | ↘5179     |